# Chaillevette
Chaillevette is een gemeente in het Franse departement Charente-Maritime (regio Nouvelle-Aquitaine). De plaats maakt deel uit van het arrondissement Rochefort. Chaillevette telde op 1 januari 2022 1.652 inwoners.

## Geografie
De oppervlakte van Chaillevette bedroeg op 1 januari 2022 10,03 vierkante kilometer; de bevolkingsdichtheid was toen 164,7 inwoners per km².
De onderstaande kaart toont de ligging van Chaillevette met de belangrijkste infrastructuur en aangrenzende gemeenten.

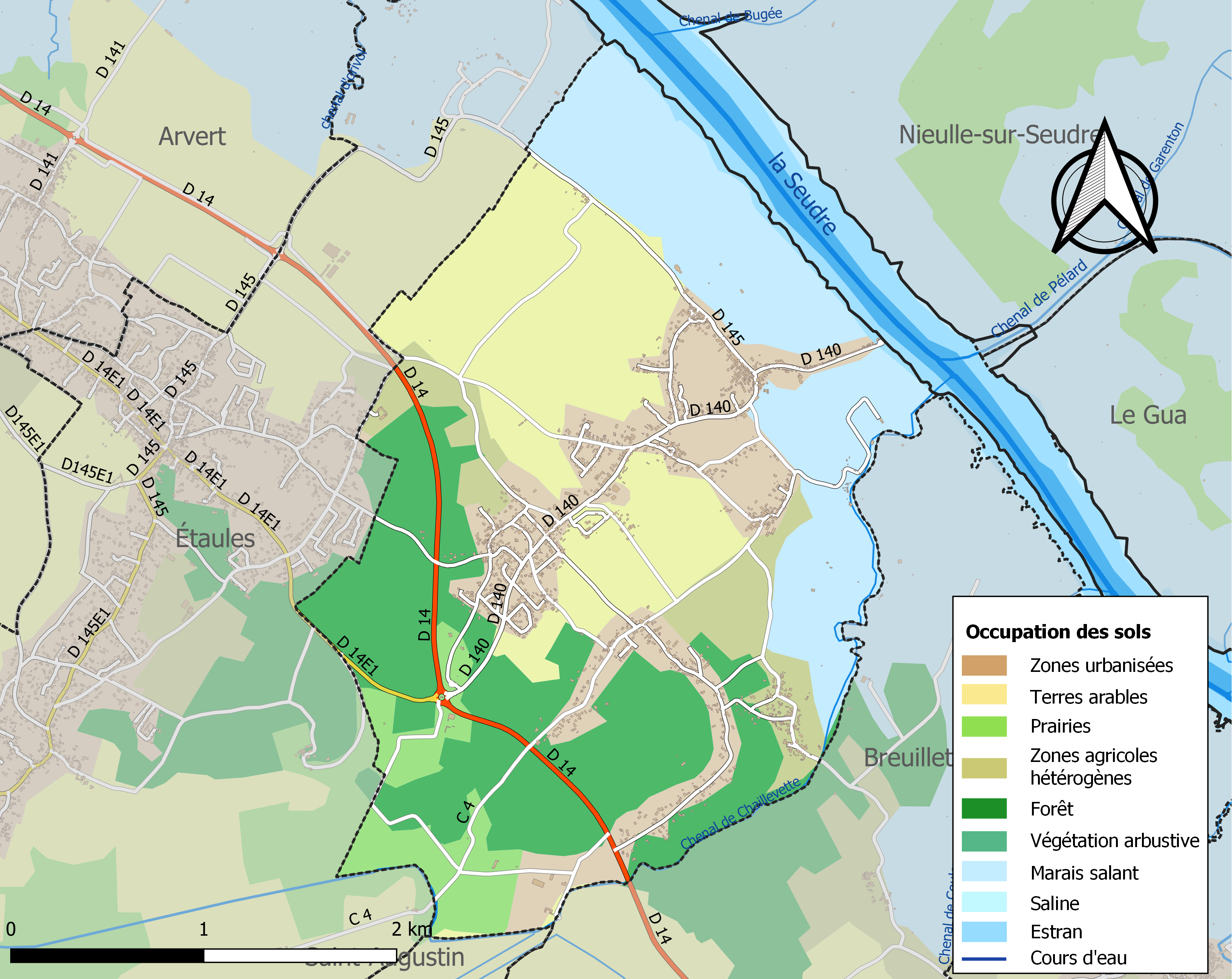

## Demografie
Onderstaande figuur toont het verloop van het inwonertal (bron: INSEE-tellingen).